# Росаріо Ферре
Росаріо Ферре (народилась 28 вересня 1938, Понсе, померла 18 лютого 2016, Сан-Хуан)  — пуерториканська письменниця, поетка й есеїстка.
Росаріо Ферре походить з однієї з найвпливовіших пуерториканських родин. Її батько, Луїс Ферре, був губернатором Пуерто-Рико з 1969 по 1973 рік. Здобула освіту у Сполучених Штатах, навчалася в коледжі Мангеттенвіль. Працювала коректором і публіцистом у різних журналах. У 1977 році захистила докторську дисертацію в Мерілендському університеті. Потім читала лекції в університеті Пуерто-Рико.
Роман Dom nad laguną (Дім над лагуною 1995, польське видавництво PIW, Contemporary World Prose Series, 1998)  — перша книга Ферре, написана англійською мовою.
«Дім»  — сімейна сага, написана жінкою. Засновник сім'ї, іспанський вискочка Бонавентура Мендізабаль, з'явився в Пуерто-Рико в другому десятилітті XX століття й одружився з дівчиною з місцевих вершків суспільства. Бурхлива історія його сім'ї стає частиною історії Пуерто-Рико, території, пов'язаної зі США, яку постійно стрясають політичні, культурні та расові конфлікти.